# Aeropuerto de Phú Bài
El Aeropuerto Phu Bai  está localizado en Hue, Vietnam. 

## Aerolíneas y destinos
- Vietnam Airlines (Ciudad Ho Chi Minh )
- Vietnam Airlines (Hanói)